# Pływanie na Letnich Igrzyskach Olimpijskich 2020 – 200 m stylem motylkowym mężczyzn
200 m stylem motylkowym mężczyzn – jedna z konkurencji pływackich, które odbyły się podczas XXXII Igrzysk Olimpijskich w Tokio. Eliminacje miały miejsce 26 lipca, półfinały 27 lipca, a finał konkurencji 28 lipca 2021 roku.

## Terminarz
Wszystkie godziny podane są w czasie japońskim (UTC+09:00) oraz polskim (CEST).
| Data          | Godzina rozpoczęcia | Godzina rozpoczęcia |            |
| Data          | UTC+09:00           | CEST                |            |
| ------------- | ------------------- | ------------------- | ---------- |
| 26 lipca 2021 | 19:29               | 12:29               | Eliminacje |
| 27 lipca 2021 | 11:35               | 4:35                | Półfinały  |
| 28 lipca 2021 | 10:49               | 3:49                | Finał      |

## Rekordy
Przed zawodami rekord świata i rekord olimpijski wyglądały następująco:
| Rekord            | Zawodnik       | Czas    | Miejsce | Data             |       |
| ----------------- | -------------- | ------- | ------- | ---------------- | ----- |
| Rekord świata     | Kristóf Milák  | 1:50,73 | Gwangju | 24 lipca 2019    | [ 2 ] |
| Rekord olimpijski | Michael Phelps | 1:52,03 | Pekin   | 13 sierpnia 2008 | [ 3 ] |

W trakcie zawodów ustanowiono następujące rekordy:
| Data     | Etap konkurencji | Zawodnik      | Czas    | Rekord |
| -------- | ---------------- | ------------- | ------- | ------ |
| 28 lipca | finał            | Kristóf Milák | 1:51,25 | OR     |

## Wyniki

### Eliminacje
| Miejsce | Wyścig | Tor | Zawodnik              | Państwo           | Czas    | Uwagi |
| ------- | ------ | --- | --------------------- | ----------------- | ------- | ----- |
| 1.      | 5      | 4   | Kristóf Milák         | Węgry             | 1:53,58 | Q     |
| 2.      | 4      | 3   | Wang Kuan-hung        | Chińskie Tajpej   | 1:54,44 | Q,    |
| 3.      | 5      | 7   | Leonardo de Deus      | Brazylia          | 1:54,83 | Q     |
| 4.      | 4      | 6   | Zach Harting          | Stany Zjednoczone | 1:54,92 | Q     |
| 5.      | 3      | 6   | Noè Ponti             | Szwajcaria        | 1:55,05 | Q,    |
| 6.      | 5      | 3   | Tomoru Honda          | Japonia           | 1:55,10 | Q     |
| 7.      | 4      | 5   | Federico Burdisso     | Włochy            | 1:55,14 | Q     |
| 8.      | 3      | 4   | Tamás Kenderesi       | Węgry             | 1:55,18 | Q     |
| 9.      | 4      | 4   | Daiya Seto            | Japonia           | 1:55,26 | Q     |
| 10.     | 3      | 1   | Giacomo Carini        | Włochy            | 1:55,33 | Q     |
| 11.     | 3      | 2   | Gunnar Bentz          | Stany Zjednoczone | 1:55,46 | Q     |
| 12.     | 4      | 7   | Aleksandr Kudaszew    | ROC               | 1:55,54 | Q     |
| 13.     | 5      | 1   | Krzysztof Chmielewski | Polska            | 1:55,77 | Q     |
| 14.     | 4      | 1   | Louis Croenen         | Belgia            | 1:55,78 | Q     |
| 15.     | 3      | 7   | Léon Marchand         | Francja           | 1:55,85 | Q     |
| 16.     | 5      | 5   | Chad le Clos          | Południowa Afryka | 1:55,96 | Q     |
| 17.     | 5      | 6   | David Thomasberger    | Niemcy            | 1:56,04 |       |
| 18.     | 5      | 2   | Matthew Temple        | Australia         | 1:56,25 |       |
| 19.     | 2      | 1   | Tomoe Zenimoto Hvas   | Norwegia          | 1:56,30 | NR    |
| 20.     | 3      | 5   | Antani Ivanov         | Bułgaria          | 1:56,36 |       |
| 21.     | 3      | 3   | Denys Kesyl           | Ukraina           | 1:56,37 |       |
| 22.     | 2      | 6   | Quah Zheng Wen        | Singapur          | 1:56,42 |       |
| 23.     | 2      | 3   | Brendan Hyland        | Irlandia          | 1:57,09 |       |
| 24.     | 2      | 4   | Sajan Prakash         | Indie             | 1:57,22 |       |
| 25.     | 2      | 2   | Kregor Zirk           | Estonia           | 1:57,26 |       |
| 26.     | 2      | 7   | Alexei Sancov         | Mołdawia          | 1:57,55 | NR    |
| 27.     | 3      | 8   | Jakub Majerski        | Polska            | 1:57,91 |       |
| 28.     | 4      | 8   | Moon Seung-woo        | Korea Południowa  | 1:58,09 |       |
| 29.     | 2      | 5   | Ihor Troianovskyi     | Ukraina           | 1:58,37 |       |
| 30.     | 5      | 8   | Ethan du Preez        | Południowa Afryka | 1:58,50 |       |
| 31.     | 2      | 8   | Luis Vega Torres      | Kuba              | 1:59,00 |       |
| 32.     | 1      | 6   | Ayman Kelzi           | Syria             | 1:59,57 | NR    |
| 33.     | 1      | 2   | Matin Balsini         | Iran              | 1:59,97 | NR    |
| 34.     | 1      | 3   | Keanan Dols           | Jamajka           | 2:00,25 |       |
| 35.     | 4      | 2   | David Morgan          | Australia         | 2:00,27 |       |
| 36.     | 1      | 5   | Navaphat Wongcharoen  | Tajlandia         | 2:01,43 |       |
| 37.     | 1      | 4   | Richard Nagy          | Słowacja          | 2:01,91 |       |
| 38.     | 1      | 7   | Simon Bachmann        | Seszele           | 2:03,54 |       |

### Półfinały

#### Półfinał 1
| Miejsce | Tor | Zawodnik           | Państwo           | Czas    | Uwagi |
| ------- | --- | ------------------ | ----------------- | ------- | ----- |
| 1.      | 8   | Chad le Clos       | Południowa Afryka | 1:55,06 | Q     |
| 2.      | 6   | Tamás Kenderesi    | Węgry             | 1:55,17 | Q     |
| 3.      | 3   | Tomoru Honda       | Japonia           | 1:55,31 | Q     |
| 4.      | 5   | Zach Harting       | Stany Zjednoczone | 1:55,35 |       |
| 5.      | 7   | Aleksandr Kudaszew | ROC               | 1:55,51 |       |
| 6.      | 4   | Wang Kuan-hung     | Chińskie Tajpej   | 1:55,52 |       |
| 7.      | 1   | Louis Croenen      | Belgia            | 1:55,95 |       |
| 8.      | 2   | Giacomo Carini     | Włochy            | 1:56,67 |       |

#### Półfinał 2
| Miejsce | Tor | Zawodnik              | Państwo           | Czas    | Uwagi |
| ------- | --- | --------------------- | ----------------- | ------- | ----- |
| 1.      | 4   | Kristóf Milák         | Węgry             | 1:52,22 | Q     |
| 2.      | 5   | Leonardo de Deus      | Brazylia          | 1:54,97 | Q     |
| 3.      | 6   | Federico Burdisso     | Włochy            | 1:55,11 | Q     |
| 4.      | 7   | Gunnar Bentz          | Stany Zjednoczone | 1:55,28 | Q     |
| 5.      | 1   | Krzysztof Chmielewski | Polska            | 1:55,29 | Q     |
| 6.      | 3   | Noè Ponti             | Szwajcaria        | 1:55,37 |       |
| 7.      | 2   | Daiya Seto            | Japonia           | 1:55,50 |       |
| 8.      | 8   | Léon Marchand         | Francja           | 1:55,68 |       |

### Finał
| Miejsce | Tor | Zawodnik              | Państwo           | Czas    | Uwagi |
| ------- | --- | --------------------- | ----------------- | ------- | ----- |
| 1 !     | 4   | Kristóf Milák         | Węgry             | 1:51,25 | OR    |
| 2 !     | 8   | Tomoru Honda          | Japonia           | 1:53,73 |       |
| 1 !     | 6   | Federico Burdisso     | Włochy            | 1:54,45 |       |
| 4.      | 2   | Tamás Kenderesi       | Węgry             | 1:54,52 |       |
| 5.      | 3   | Chad le Clos          | Południowa Afryka | 1:54,93 |       |
| 6.      | 5   | Leonardo de Deus      | Brazylia          | 1:55,19 |       |
| 7.      | 7   | Gunnar Bentz          | Stany Zjednoczone | 1:55,46 |       |
| 8.      | 1   | Krzysztof Chmielewski | Polska            | 1:55,88 |       |